# Pheroliodes intermedius
Pheroliodes intermedius is een mijtensoort uit de familie van de Pheroliodidae. De wetenschappelijke naam van de soort is voor het eerst geldig gepubliceerd in 1961 door Hammer.